# Obstanser See
Obstanser See je rakouské horské jezero o rozloze asi 3 ha nalézající se v Karnských Alpách ve Východním Tyrolsku na úbočí hory Rosskopf.

## Poloha
Obstanser See leží na území obce Kartitsch v nadmořské výšce 2300 m pod hřebenem Karnských Alp, který tvoří hranici s italskou provincií Belluno. Jezero je obklopeno vrcholy Cima Frugnoni (2561 m n. m.), Pfannspitze (2678 m n. m.) a Rosskopf (2603 m n. m.). Na severním břehu se nachází Chata Obstanserseehütte. Obstansser See je oblíbeným cílem pěší turistiky, ke kterému se dostanete z Kartitsche údolím Winklertal nebo po stezce Karnische Höhenweg.
S rozlohou asi 3 ha je po jezeře Wolayer See největším jezerem v Karnských Alpách. Dno jezera je na dlouhých úsecích téměř rovné s hloubkou sedm až osm metrů, největší naměřená hloubka je 8,3 m.
Do jezera přitékají tři malé přítoky ze severu, západu a jihozápadu. Odtok je veden potokem na severním konci, který se po krátké vzdálenosti ztrácí v ponoru v krasu, protéká jeskynním systémem a po překonání asi 170 výškových metrů se opět vynořuje spolu s dalšími krasovými vodami v Obstanser Wasserspeier. Potok pak teče údolím Winklertal do potoka Gailbach.
Teplota vody stěží vystoupí nad 10 °C a jezero je přibližně 8 měsíců v roce pokryto ledem. Voda je čistá a viditelnost přesahuje 5 metrů. Má vysoký obsah železa, ale nízký obsah kyslíku, podobně jako u jiných vysokohorských jezer, za což je pravděpodobně zodpovědný silný úbytek kyslíku v hluboké vodě během ledového příkrovu.

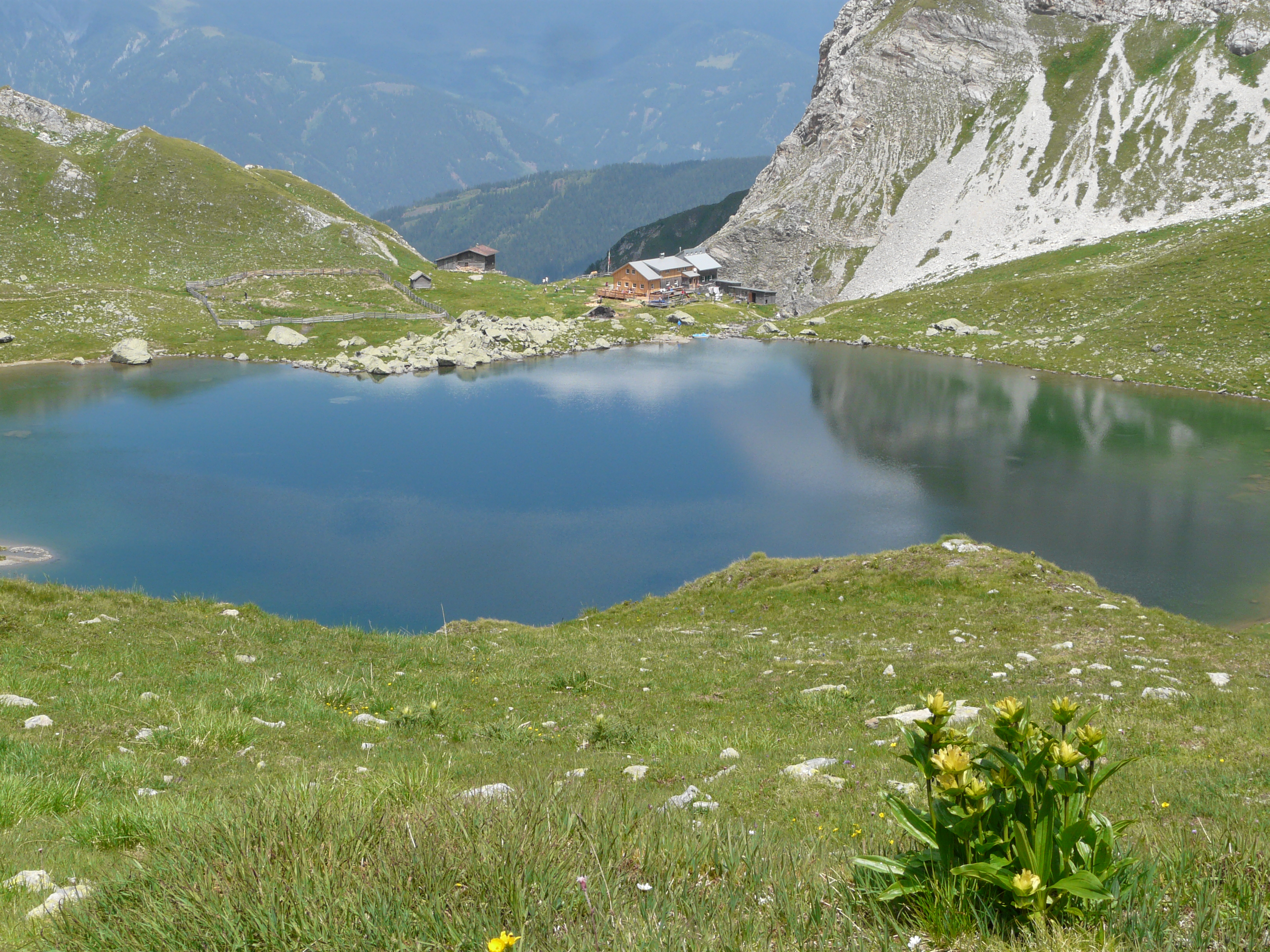
Obstanser See s chatou od jihu

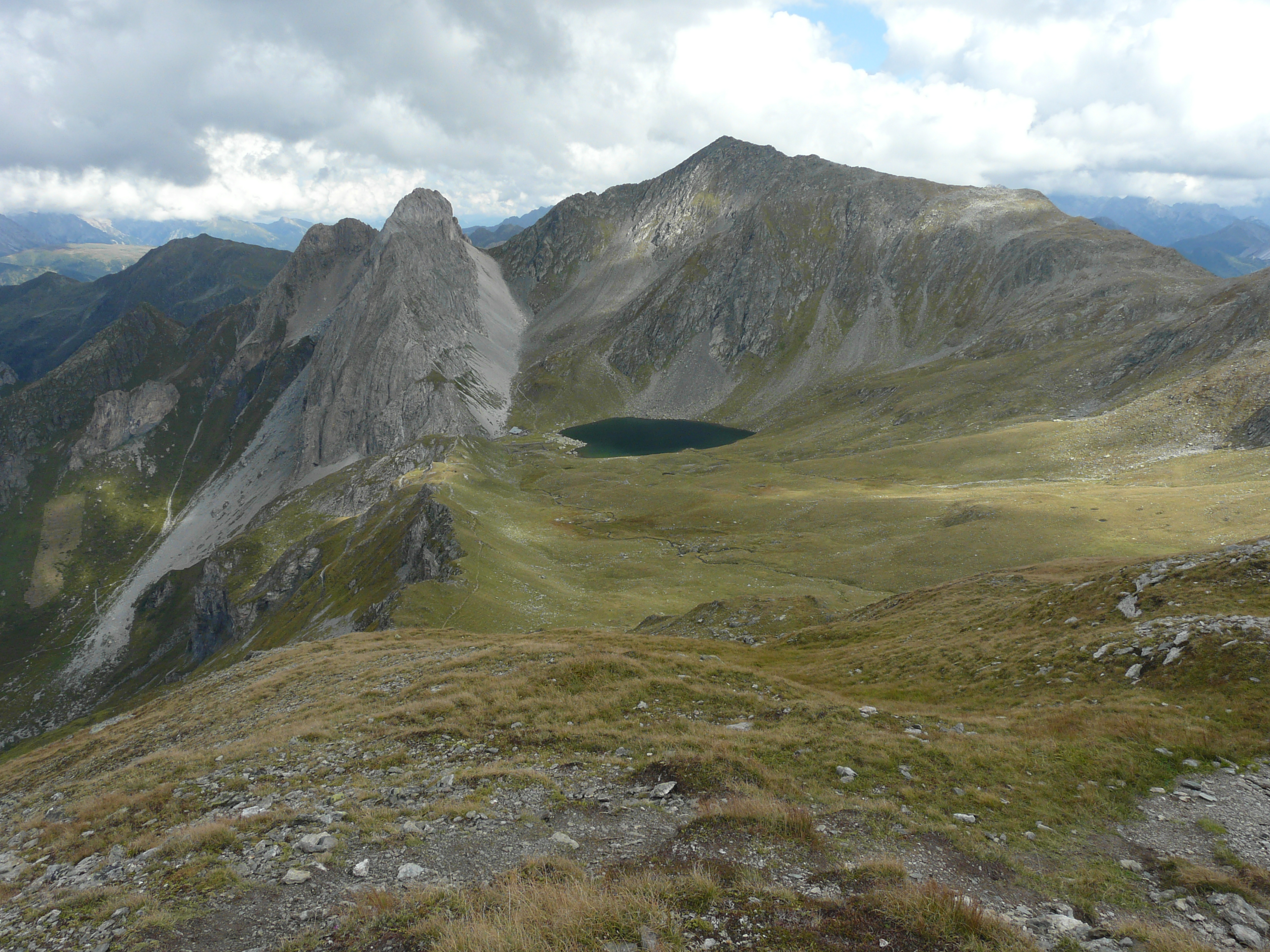
Kotlina Obstanser See směrem na východ s Roßkopfem (vlevo) a Pfannspitze (vpravo)

## Původ
Za vznik jezera Obstanser See pravděpodobně může ledovec, který v době ledové pokryl Hinteralm, svah mezi dnešním jezerem a hlavním hřebenem Karnských Alp. Po roztátí ledovce se v jeho jazykovité kotlině vytvořilo jezero, které bylo přehrazeno pruhem probíhajícím ve směru západ-východ.

## Příroda
Jezero je bohaté na nanoplankton a vyskytují se v něm pstruzi, kteří sem byli vysazeni v 19. století. Břeh je zčásti tvořen suťovisky.
Břeh je zčásti tvořen hromadami suti, zčásti je porostlý vegetací a spásaný. V naplaveninách na severním břehu rostou mimo jiné lipnice hajní, lipnice roční, Metlice trsnatá, koniklec velkokvětý Scheuchzerův, ostřice obecná, Ostřice malokvětá, Vrba bylinná, Řeřišnice hořká, Vrbovka ptačincolistá a Dřípatka alpská. Mezi kvetoucími rostlinami se vyskytuje bohatá řasová flóra s Rozsivkami a zelenými řasami.